# Hôtel Bristol (Varsovie)
Pour les articles homonymes, voir Hôtel Bristol.
L'hôtel Bristol est un hôtel de luxe ouvert en 1901, situé sur la rue du Faubourg-de-Cracovie à Varsovie, en Pologne.

## Situation
L'hôtel s'élève au 42-44 rue du Faubourg-de-Cracovie, à l'angle avec la rue Karowa. Au nord, il est contigu avec le palais présidentiel.

## Histoire
L'hôtel Bristol a été construit de 1899 à 1900 sur l'emplacement du palais Tarnowski par une entreprise dont les partenaires comprenaient le pianiste polonais Ignacy Paderewski. Un concours a été organisé pour la conception du bâtiment, et les architectes Thaddeus Stryjeriski et Franciszek Mączyński ont gagné avec leur design Art nouveau. Cependant, les constructeurs ont décidé de changer le style en néo-Renaissance et ont fait appel à l'architecte Władysław Marconi pour concevoir le bâtiment final. Certains de ses intérieurs ont été conçus par l'architecte viennois Otto Wagner Jr. La première pierre a été posée le 22 avril 1899 et l'hôtel a été inauguré le 17 novembre 1901 puis ouvert le 19 novembre.
Après l'indépendance de la Pologne en 1919, Paderewski est devenu Premier ministre et a tenu la première session de son gouvernement dans l'hôtel. Paderewski et ses partenaires ont vendu leurs parts de l'hôtel en 1928 à une banque locale, qui l'a rénové en 1934 avec des intérieurs modernes par le designer Antoni Jawornicki.
Lors de l'invasion allemande en 1939, l'hôtel est devenu le siège du chef du district de Varsovie. Il a miraculeusement survécu à la guerre, relativement indemne, s'élevant presque seul parmi les décombres de son quartier. Après la guerre, l'hôtel a été rénové et rouvert en 1945.
En 1947, la ville de Varsovie a repris l'exploitation de l'hôtel qui a été nationalisé en 1948 et a rejoint la chaîne d'État Orbis en 1952, au service exclusif des visiteurs étrangers. Dans les années 1970, ses installations désuètes l'avaient vu rétrogradé à un classement de deuxième classe par le gouvernement et l'hôtel a été donné par le Premier ministre Piotr Jaroszewicz à l'université de Varsovie en 1977 pour finalement servir de bibliothèque. Il a fermé ses portes en 1981. Cependant, aucun travaux n'ont été effectués et le bâtiment a langui pendant les dernières années du régime communiste.
Après la chute du communisme en 1989, l'hôtel a finalement été complètement restauré entre 1991 et 1993 pour retrouver son ancienne gloire, avec les intérieurs d'origine recréés pour correspondre à l'aspect de 1901. Le Bristol a été rouvert le 17 avril 1993, en présence de Margaret Thatcher, au sein de la chaîne British Forte Hotels. De 1998 à 2013, l'hôtel faisait partie de la chaîne hôtelière Le Méridien. L'extérieur a été restauré en 2005 et l'intérieur a été redécoré en 2013, après quoi l'hôtel a rejoint la division The Luxury Collection de Starwood Hotels.

## Invités célèbres
Tout au long de sa longue histoire, l'hôtel Bristol a été visité par un certain nombre de clients éminents du monde entier, dont certains,,,,,,: 
- Woody Allen
- Paul Anka
- Eugeniusz Bodo
- George H. W. Bush
- Jose Carreras
- Enrico Caruso
- Naomi Campbell
- Ray Charles
- Jacques Chirac
- Marie Curie
- Dalai Lama
- Gerard Depardieu
- Marlene Dietrich
- Élisabeth II
- Margot Fonteyn
- Dave Gahan
- Bill Gates
- Günter Grass
- Edvard Grieg
- Herbert Hoover
- Mick Jagger
- John Fitzgerald Kennedy
- Jan Kiepura
- Helmut Kohl
- Sophia Loren
- Paul McCartney
- Angela Merkel
- Pablo Neruda
- Jacqueline Kennedy Onassis
- Ignacy Jan Paderewski
- Pablo Picasso
- Józef Piłsudski
- Michel Platini
- Lionel Richie
- Artur Rubinstein
- Richard Strauss
- Karol Szymanowski
- Wisława Szymborska
- Margaret Thatcher
- Tina Turner